# Fast Life Yungstaz
Die Fast Life Yungstaz, kurz F. L. Y., sind eine US-amerikanische Hip-Hop-Gruppe.

## Karriere
Das Trio schloss sich 2006 in Stone Mountain im Bundesstaat Georgia zusammen und trat danach in seiner Heimat auf. 2008 hatten sie einen Radiohit in Atlanta und Umgebung mit dem Titel Swag Surfin’. Dadurch wurde L.A. Reid auf sie aufmerksam und nahm sie unter Vertrag. Eine landesweite Veröffentlichung des Hits wurde zu einem Charterfolg in den Hot 100 und zu einem Top-10-Raphit.
Wenig später erschien ihr Debütalbum Jamboree, das es bis auf Platz 13 der R&B-Charts brachte.

## Bandmitglieder
- Myko McFly
- Vee
- Mook

## Diskografie
Alben
- Jamboree (2009)

Singles
- Swag Surfin’ (2009)